# 韮塚一三郎
韮塚 一三郎（にらつか いちさぶろう、1899年10月16日 – 1993年5月11日）は、日本の教員、郷土史家、図書館員。

## 経歴
埼玉県生まれ。埼玉県師範学校卒業。同校の訓導になり、1929年「師範学校、中等学校及び高等女学校教員検定本試験」に合格。その後、埼玉県視学を務める傍ら、埼玉県史蹟名勝天然紀念物調査会委員も務めた。戦後は、1946年に埼玉県立図書館館長、1957年に大宮市教育長などを務める。また、与野市史編さん委員会委員長、埼玉県文化団体連合会会長などを歴任。埼玉県立図書館館長としては、日本図書館協会において公共図書館部会長の任にもあり、「図書館の自由に関する宣言」の策定にあたった。本務の傍ら、郷土史研究、地方史研究を行い、特に埼玉県域の地名研究に功績があった。1969年秋の叙勲で勲五等双光旭日章を受章。